# 普羅希德
51°41′58″N 24°29′14″E / 51.69944°N 24.48722°E
普羅希德（烏克蘭語：Прохід），是烏克蘭的村落，位於該國西部沃倫州，由科韋利區負責管轄，始建於1963年，面積0.93平方公里，海拔高度154米，2010年人口697，人口密度每平方公里747.85人。